# Голуметский район
Голуметский район — район, существовавший в Иркутской области РСФСР. Образован указом Президиума Верховного Совета РСФСР 19 апреля 1941 года путём выделения из территории Заларинского и Черемховского районов Иркутской области и Аларского района Усть-Ордынского Бурят-Монгольского национального округа.
К 1 января 1948 года район включал 11 сельсоветов: Алзо-Хигинский, Алятский, Верхне-Голуметский, Верхне-Иретский, Голуметский, Готольский, Грязнухинский, Ингинский, Нижне-Иретский, Ныгдинский и Тальниковский.
В районе издавалась газета «Сталинская победа» (в 1957 году сменила название на «Колхозная заря»).
17 апреля 1959 года Голуметский район был упразднён, а его территория разделена между Черемховским районом Иркутской области и Аларским районом Усть-Ордынского Бурятского национального округа.